# Narayana Kocherlakota
Narayana Kocherlakota (né le 12 octobre 1963 à Baltimore (Maryland)) est un économiste américain. Depuis le 8 octobre 2009, il est le douzième président de la Federal Reserve Bank of Minneapolis (en).
Il est l'un des fondateurs de New Dynamic Public Finance, où il traite des sujets de taxation optimale et d'assurance-emploi optimale.

## Biographie

### Jeunesse et formation
Kocherlakota naît à Baltimore, dans l'État du Maryland, et passe la plus grande partie de sa jeunesse à Winnipeg, au Canada. À l'âge de 15 ans, il commence des études à l'université de Princeton. Il obtient son baccalauréat en mathématiques 4 ans plus tard, en 1983. En 1987, il obtient un doctorat en économie de l'université de Chicago.

### Carrière universitaire
Kocherlakota enseigne d'abord à la Kellogg Graduate School of Business de l'Université Northwestern. Il devient ensuite professeur d'économie à l'Université de l'Iowa, à l'Université Stanford et à l'Université du Minnesota,. Des écrits de Kocherlakota sur l'économie monétaire, le prix des actifs et les finances publiques sont publiés dans Econometrica, le Journal of Political Economy, le Journal of Economic Theory, le Journal of Monetary Economics (en) et le Journal of Money, Credit and Banking (en).
À partir de 1999, il est consultant pour la Federal Reserve Bank of Minneapolis.

### Carrière à la Fed
Le 8 octobre 2009, Kocherlakota remplace le retraité Gary H. Stern (en) à la tête de la Federal Reserve Bank of Minneapolis.
En janvier 2011, il conteste l'idée que la Federal Reserve Bank (Fed) a causé la bulle immobilière des années 2000. Il mentionne que le « prix des terrains a commencé à augmenter en 1996, maintenant une augmentation de 11 % entre 1996 et 2001 alors que la cible de la Fed était entre 4,75 % et 6,5 % »,.
En août 2011, il est l'un des trois gouverneurs de la Fed qui vote contre la prolongation pour deux autres années d'un taux d'intérêt frôlant le zéro,.